# Hita, Ōita

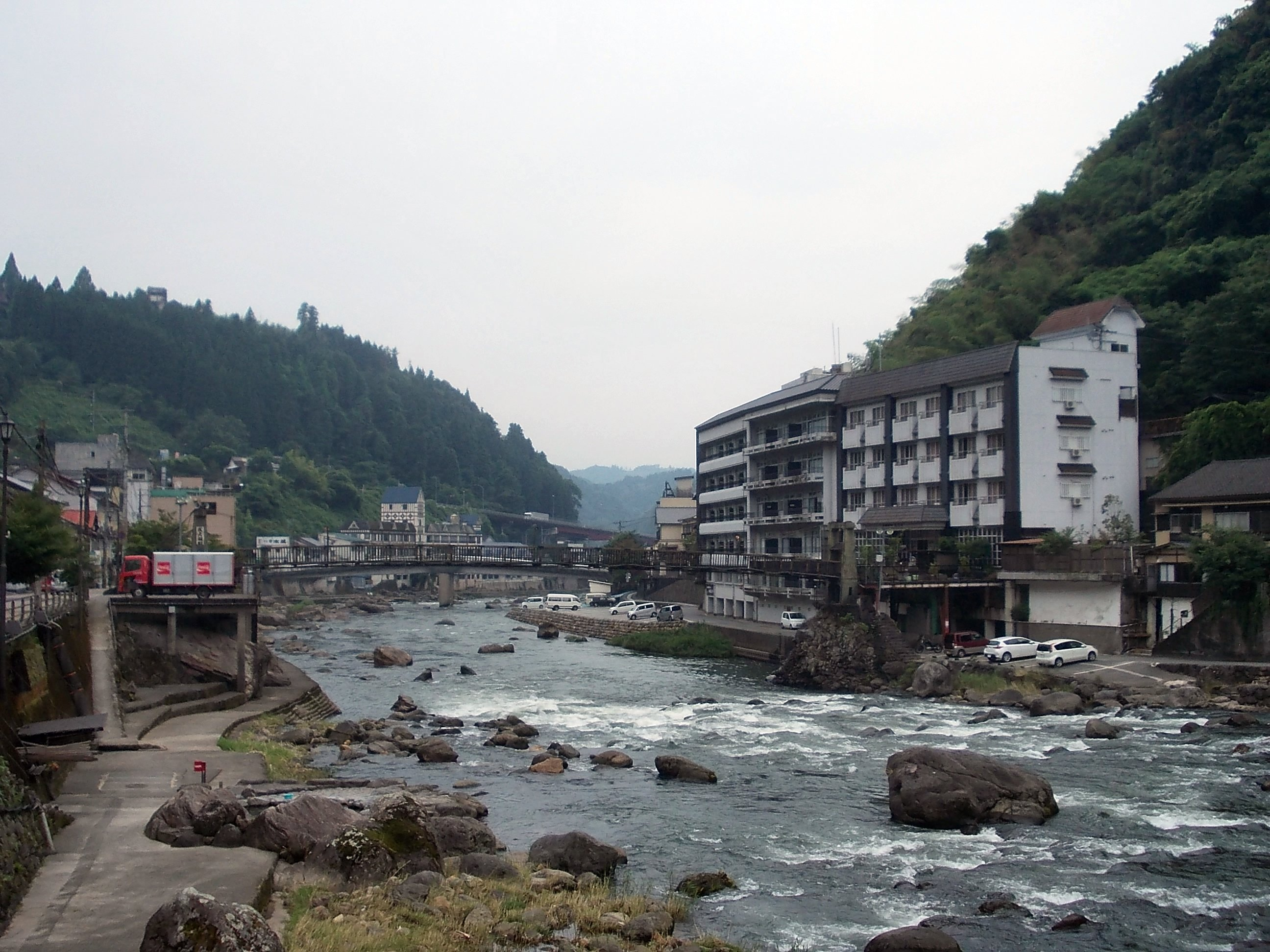
Amagase Onsen

Hita (japanska: 日田市?, Hita-shi) är en stad i Ōita prefektur i Japan. Staden fick stadsrättigheter 1940.
Den 22 mars 2005 inkorporerades kommunerna  Amagase, Ōyama, Kamitsue, Maetsue och Nakatsue.